# Slovní úloha
Slovní úloha je v matematice početní úloha z reálného světa, která se řeší matematickými prostředky. Skládá se z údajů a závěrečné otázky, na niž je třeba odpovědět. Slovní úlohy jsou častou součástí školní výuky matematiky.
Předpokladem k řešení úlohy je dostatečná znalost jazyka, díky které lze následně úlohu převést do matematických vztahů a problém vyřešit. V některých případech je nutné použít i základní znalosti a konstanty, které jsou všeobecně známé, ale v zadání nejsou zmíněny. Například se předpokládá, že řešitel zná informaci, že týden má 7 dní a bude s ní pracovat beze zmínky v zadání.

## Postup řešení
1. dokonale přečíst zadání a porozumět mu
2. pořídit zápis známých údajů a údajů potřebných k výpočtu
3. stanovit neznámou případně neznámé a vztah k jejich výpočtu
4. provést výpočty
5. znovu přečíst zadání a napsat slovní odpověď na úlohu

## Příklad
Zadání úlohy
Stravování ve školní jídelně stojí 30 korun za jeden oběd. Kolik zaplatí rodiče za stravování jednoho dítěte za čtyři týdny?
Řešení
1. krok
Řešení slovní úlohy může být závislé i na věcných znalostech a může mít tak i více variant. Vychází se tedy z toho, že týden má sice 7 dní, ovšem jen 5 dní (od pondělí do pátku včetně) chodí děti do školy a školní jídelna vydává obědy. Bylo by však možné vycházet například z variant, kdy je dvakrát do měsíce pracovní sobota nebo kdy děti mají víkendovou výuku.
Dále se předpokládá, že dítě si dá pokaždé přesně 1 oběd apod.
2. krok
cena oběda … 30 Kč
délka stravování … 4 týdny
délka pracovního týdne (vychází se z varianty, že děti se stravují jen v pondělí–pátek) … 5 dní
3. krok
délka stravování (ve dnech): d = 5 · 4
cena za stravování (Kč): x = d · 30
4. krok
d = 5 · 4
d = 20
x = d · 30
Místo d je třeba dosadit vypočtenou hodnotu.
x = 20 · 30
x = 600
5. krok
Za stravování jednoho dítěte ve školní jídelně zaplatí rodiče 600 korun za čtyři týdny.